# Вилсма, Альбертус
Альбертус Вилсма (нидерл. Albertus Wielsma; 19 декабря 1883, Амстердам — 26 марта 1968, Амстердам) — голландский гребец, бронзовый призёр летних Олимпийских игр 1908 года.
На Играх 1908 года в Лондоне Вилсма входил в экипаж четвёрок Нидерландов. Его команда проиграла свою единственную гонку одной команде Великобритании, но несмотря на это, она разделила третье место и получила бронзовые медали.